# Berkovitsa
Berkovitsa (Bulgaars: Берковица) is een stad in oblast Montana in het noordwesten van Bulgarije. Het is de hoofdstad van de gemeente Berkovitsa. Eind 2018 telde de stad 12.037 inwoners, terwijl de gemeente Berkovitsa zo'n 16.363 inwoners telde.

## Geografie
Berkovitsa ligt in een relatief bergachtig gebied op 405 meter boven de zeespiegel, aan de voet van de Berkovska-berg, vlak bij de grens met Servië. De stad ligt op 23 kilometer afstand van Montana en op 80 kilometer afstand van de Bulgaarse hoofdstad Sofia.